# モトーレン秋田
株式会社モトーレン秋田（モトーレンあきた、英：Motoren Akita Corp.）とは、秋田県秋田市に本社を置き、BMWの正規ディーラーであるAkita BMW（アキタ ビーエムダブリュー）及びMINIの正規ディーラーであるMINI AKITA（ミニ アキタ）を運営する企業。

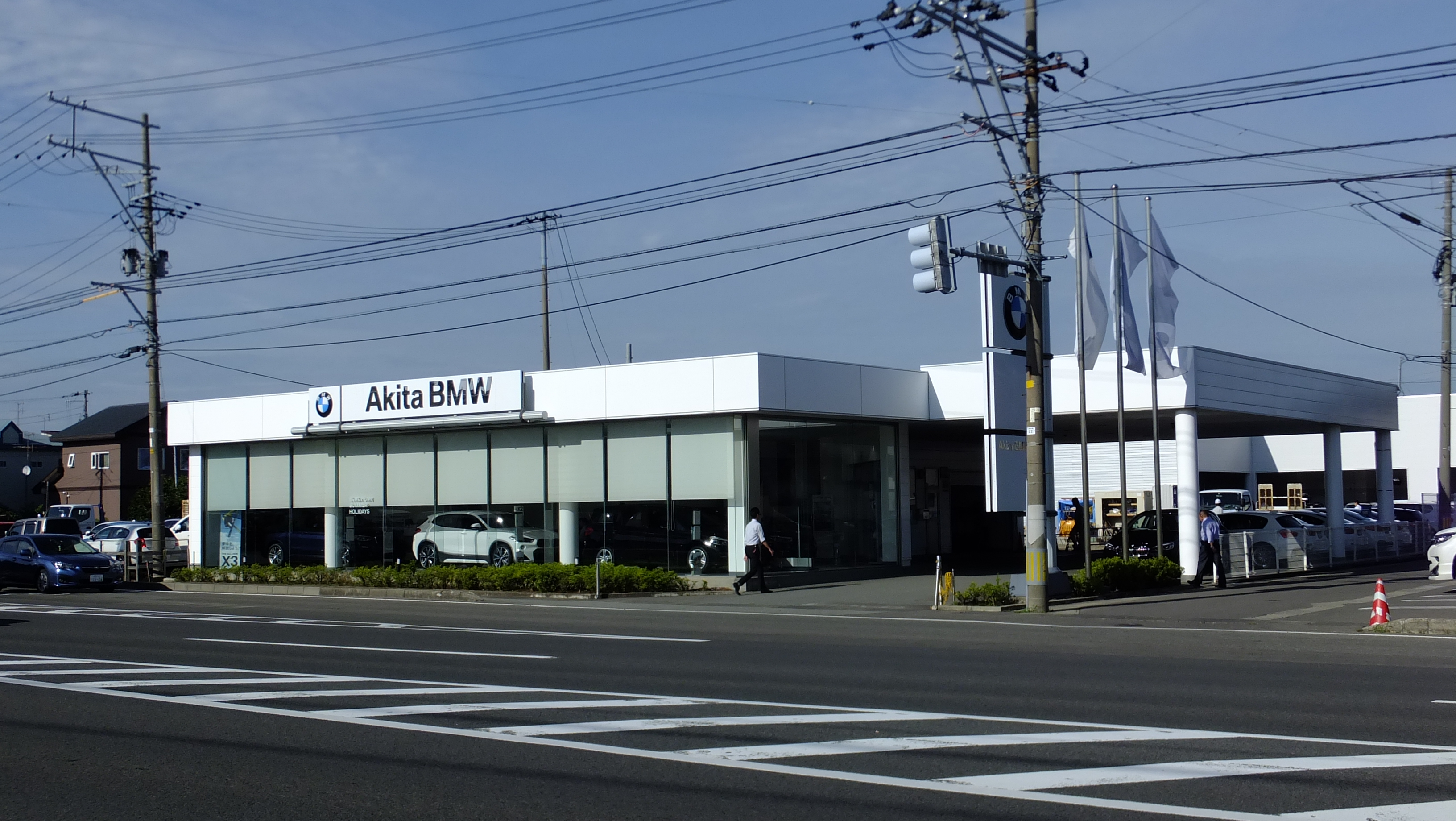
Akita BMW本社ショールーム

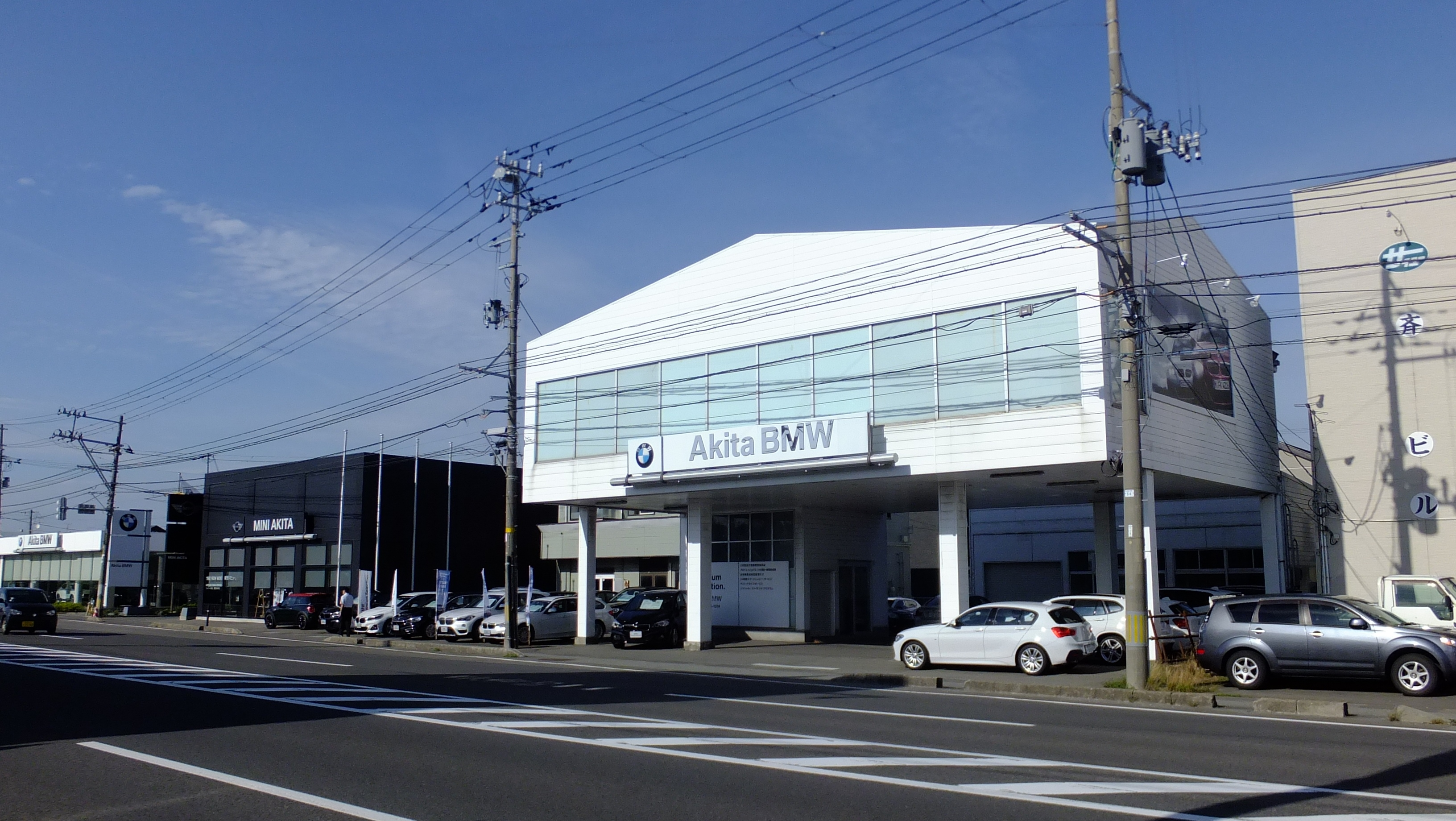
BMW Premium Selection AkitaとMINI AKITA(左奥の黒い建物)

## 概要
1968年に、オリエンタル自動車株式会社（オリエンタルじどうしゃ）として、県内唯一のBMW正規ディーラーとして設立される。
2005年7月1日、経営母体の変更によって株式会社モトーレン秋田（店舗名称はAkita BMW）に改称。
現在の本社ショールーム新築時に仮店舗として使用した建物を中古車部門のアプルーブドカーセンターとして使用後、近隣の現在地に移転（現在のBMW Premium Serection Akita）。移転前の跡地を解体・新築してMINI AKITAを設置し、現在に至る。

## 店舗
- Akita BMW本社ショールーム - 秋田市仁井田二ツ屋一丁目10-40
- BMW Premium Selection 秋田（旧・Akita BMWアプルーブドカーセンター） - 秋田市仁井田二ツ屋一丁目11-44
- MINI秋田 - 秋田市仁井田二ツ屋一丁目11-1
- MINI NEXT秋田 - 秋田市仁井田二ツ屋一丁目11-1